# Josephine de la Viña
Josephine de la Viña (Santa Barbara, 15 april 1946) is een atleet uit Filipijnen.
Op de Olympische Zomerspelen in 1964 nam De la Viña deel aan het onderdeel discuswerpen.
Vier jaar later op de Olympische Zomerspelen in 1968 zou ze ook deelnemen aan het onderdeel kogelstoten, maar daar startte ze niet, maar nam wel weer deel aan het onderdeel discuswerpen.
Op de Olympische Zomerspelen in 1972 nam ze deel aan het onderdeel discuswerpen, en kwam daarbij tot een 13e plaats.
Op de Aziatische Spelen in 1966 behaalde De la Viña een gouden medaille op het onderdeel discuswerpen.
- World Athletics: 14551886